# Roman Steinberg
Roman Steinberg (n. 5 aprilie 1900, Massu Rural Municipality⁠(d), Gubernia Estonia⁠(d), Imperiul Rus – d. 20 mai 1939, Tallinn, Estonia) a fost un luptător ce a reprezentat Estonia, medaliat olimpic. A participat la o ediție a Jocurilor Olimpice (1924) în care a câștigat o medalie de bronz.

## Participări
Lista de mai jos prezintă principalele competiții la care a participat Roman Steinberg de-a lungul carierei.
- wrestling at the 1924 Summer Olympics – men's Greco-Roman middleweight[*]